# Staf Staes
Gustaaf (Staf) Staes (Burcht, 24 februari 1912 - Deurne, 13 augustus 1994) was een Belgisch syndicalist en politicus voor de BSP en diens opvolger SP.

## Levensloop
Staes groeide op in een havenarbeidersgezin. Zelf werd hij werkzaam in een cementfabriek en vervolgens een scheepswerf. Omstreeks 1926 ging hij aan de slag als telegrambezorger en in september 1929 groeide hij door tot brievenbesteller. Daarnaast was hij vanaf 1933 actief als syndicaal afgevaardigde. Na de bevrijding van de Duitse bezetting tijdens de Tweede Wereldoorlog ging hij in 1949 aan de slag als secretaris voor de sector post bij het ACOD-gewest Antwerpen. In augustus 1955 werd hij aldaar aangesteld tot bestendig secretaris voor deze sector en in mei 1959 werd hij vervolgens nationaal secretaris voor het postwezen. Deze functie oefende hij uit tot augustus 1977, waarna hij op pensioen ging.
Daarnaast was hij ook politiek actief te Borsbeek. Na de gemeenteraadsverkiezingen van 1964 werd hij er schepen en in 1969 volgde hij er Guillaume Huybrechts na diens dood op als burgemeester van Borsbeek, een mandaat dat hij uitoefende tot de lokale verkiezingen van 1970. Hij was de enige socialistische burgemeester van de gemeente tot dusver. Na een oppositiekuur werd Staes na de gemeenteraadsverkiezingen van 1982 opnieuw schepen van Sociale Zaken. Na de stembusgang van 1982 werd hij OCMW-voorzitter. In oktober 1989 nam hij afscheid van de lokale politiek.
Zijn uitvaartplechtigheid vond plaats op de begraafplaats van Borsbeek, alwaar tevens de asverspreiding plaatsvond.